# Alchemilla emarginata
Alchemilla emarginata é uma espécie de rosácea do gênero Alchemilla, pertencente à família Rosaceae.